# Kasteel van Leefdaal
Het kasteel van Leefdaal, ook "de Liedekerke", is een renaissancekasteel, met laatmiddeleeuwse resten, in Leefdaal in de Belgische provincie Vlaams-Brabant.
De oorsprong vindt men in de heerlijkheid "Leven dale", vermeld in de 12de eeuw.
Deze heerlijkheid gaat over naar belangrijke geslachten, eerst naar het huis Merode en vervolgens de grafelijke familie De Brouchoven; in 1775 verwerft de familie De Liedekerke het kasteel. Honoré graaf de Liedekerke (1781-1861) liet de vijvers aanleggen en François graaf de Liedekerke (1919-2014) liet de gevels zorgvuldig restaureren.